# Rivière Stoke
Pour les articles homonymes, voir Stoke.
La rivière Stoke est un tributaire de la rivière Saint-François, dans la région administrative de l'Estrie, sur la Rive-Sud du fleuve Saint-Laurent, au Québec, Canada. Le cours de la rivière Stoke traverse successivement les territoires des municipalités de :
- MRC Le Haut-Saint-François : municipalité de Dudswell ;
- MRC Le Val-Saint-François : municipalités de Stoke et de Val-Joli.

## Géographie
Les principaux bassins versants voisins de la rivière Stoke sont :
- côté nord : rivière Watopeka, lac Boissonneault ;
- côté est : rivière Watopeka ;
- côté sud : rivière Saint-François ;
- côté ouest : rivière Saint-François.

La rivière prend sa source d'un lac sans nom (390 m) qui constitue le lac de tête de la rivière Stoke. Ce lac est situé dans la municipalité de Dudswell, au nord-ouest du village de Saint-Adolphe-de-Dudswell et du lac d'Argent dans la municipalité régionale de comté du Haut-Saint-François, ainsi qu'à l'est de Saint-Camille (MRC d'Asbestos).
À partir de son crénon, la rivière Stoke coule sur environ 49 km ;
- vers le sud-ouest, jusqu'à la route 255 puis jusqu'à limite municipale entre Dudswell et Stoke puis longe la route 216 et en passant dans le hameau de Duplin, jusqu'au pont situé à l'est du village de Stoke en passant au nord-ouest du village de Stoke, jusqu'à la décharge du lac Stoke (venant du sud) et finalement  vers l'ouest, segment comportant plusieurs serpentins, et passant entre les montagnes Le dos de cheval et Mont-Carrier, et en recueillant les eaux du ruisseau Godbout (venant du sud-ouest), jusqu'à sa confluence rive gauche avec la rivière Watopeka.

## Toponymie
Le toponyme Rivière Stoke a été officiellement inscrit le 5 décembre 1968 à la Commission de toponymie du Québec.